# Teste et Moret

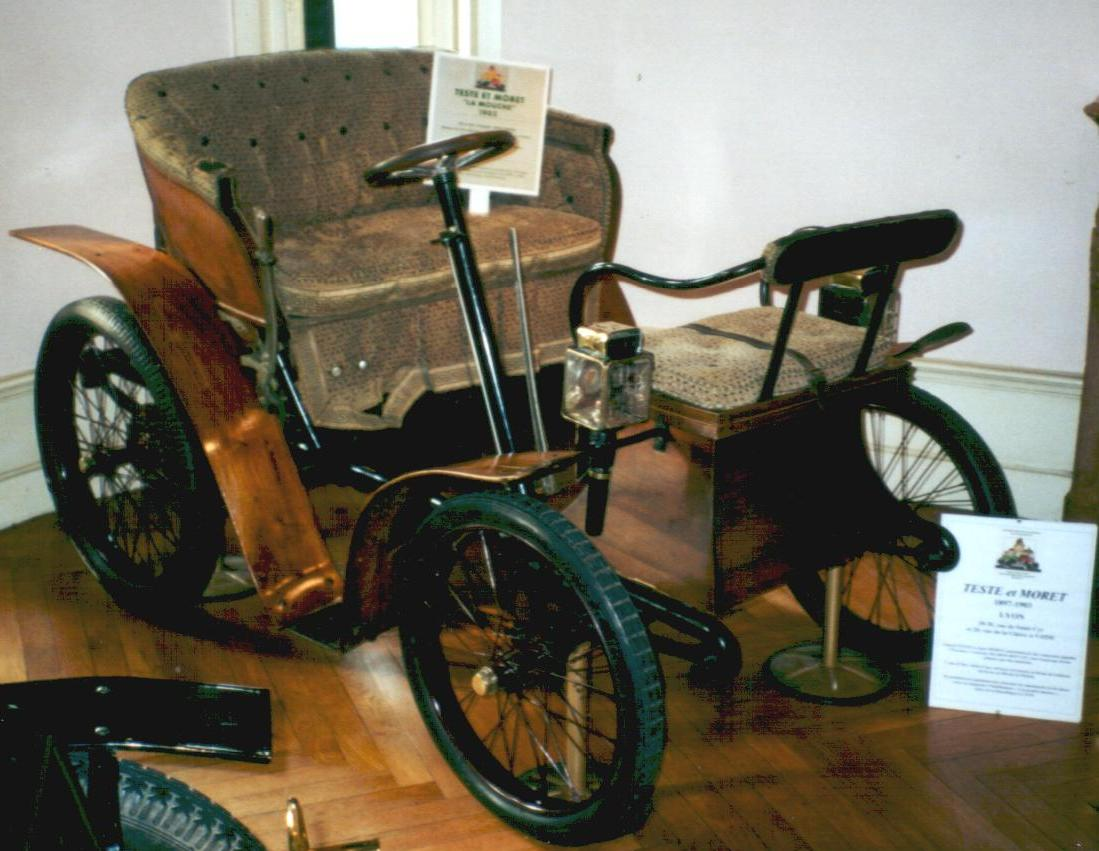
Teste et Moret von 1902

Teste et Moret war ein französisches Unternehmen, das auch einige Jahre lang Automobile herstellte. Es findet sich auch die Firmierung A. Teste, Moret & Cie.

## Unternehmensgeschichte
Anatole Teste (1821–1887) gründete 1843 das Unternehmen Teste et Compagnie in Lyon-Vaise zur Produktion diverser Dinge. So entstanden u. a. Kabel, Nähnadeln, Rahmen für Sonnen- und Regenschirme und Stahlrohre. 1868 wurde daraus zusammen mit seinem Sohn Auguste Teste Teste Père et fils. 1885 begann die Zusammenarbeit mit Jules Moret und die Umfirmierung in Teste et Moret. 1890 waren 600 Arbeiter beschäftigt. 1898 begann die Produktion von Automobilen, die 1903 endete. Markenname war Teste et Moret, laut einer Quelle möglicherweise auch Teste & Moret. Konstrukteur war T. C. Pullinger. Nach dem Zweiten Weltkrieg wurde das Unternehmen in die Gruppe Tissmétal integriert.

## Fahrzeuge
Das erste Modell, auch La Mouche genannt, war mit einem Einzylinder-Einbaumotor von De Dion-Bouton ausgestattet. Der Motor war im Heck montiert und trieb über eine Kette die Hinterachse an. Das Fahrzeug war als Zweisitzer und Viersitzer erhältlich. 1902 kam eine Sportausführung mit Zweizylindermotor und 14 PS Leistung dazu.
Insgesamt entstanden über 300 Fahrzeuge, von denen noch sieben existieren. Ein Fahrzeug ist im Musée Henri Malartre in Rochetaillée-sur-Saône zu besichtigen. Ein anderes hat bereits mehrfach am London to Brighton Veteran Car Run teilgenommen.